# Haras Nationaux

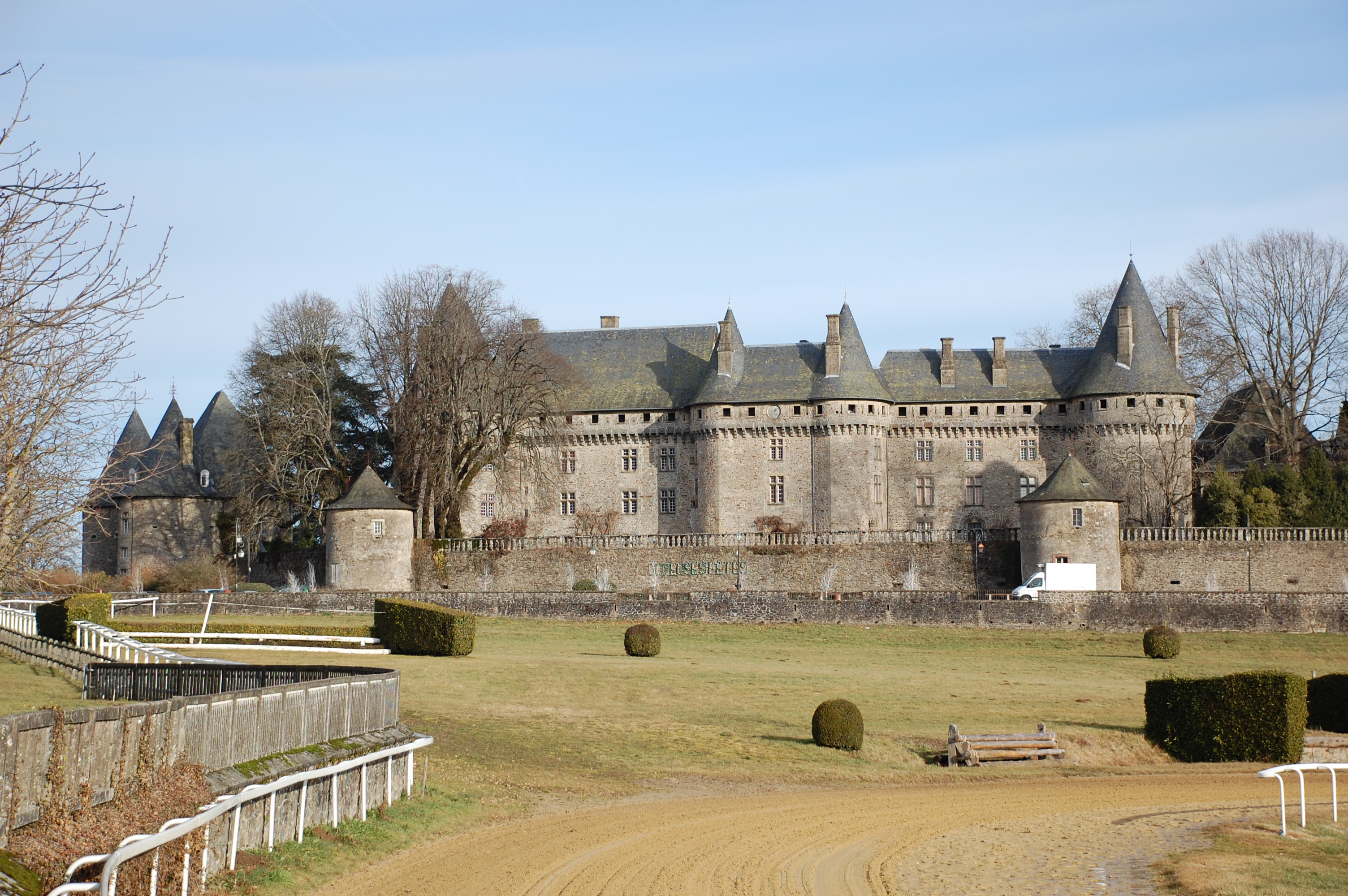
Sitz der Haras Nationaux in Schloss Pompadour

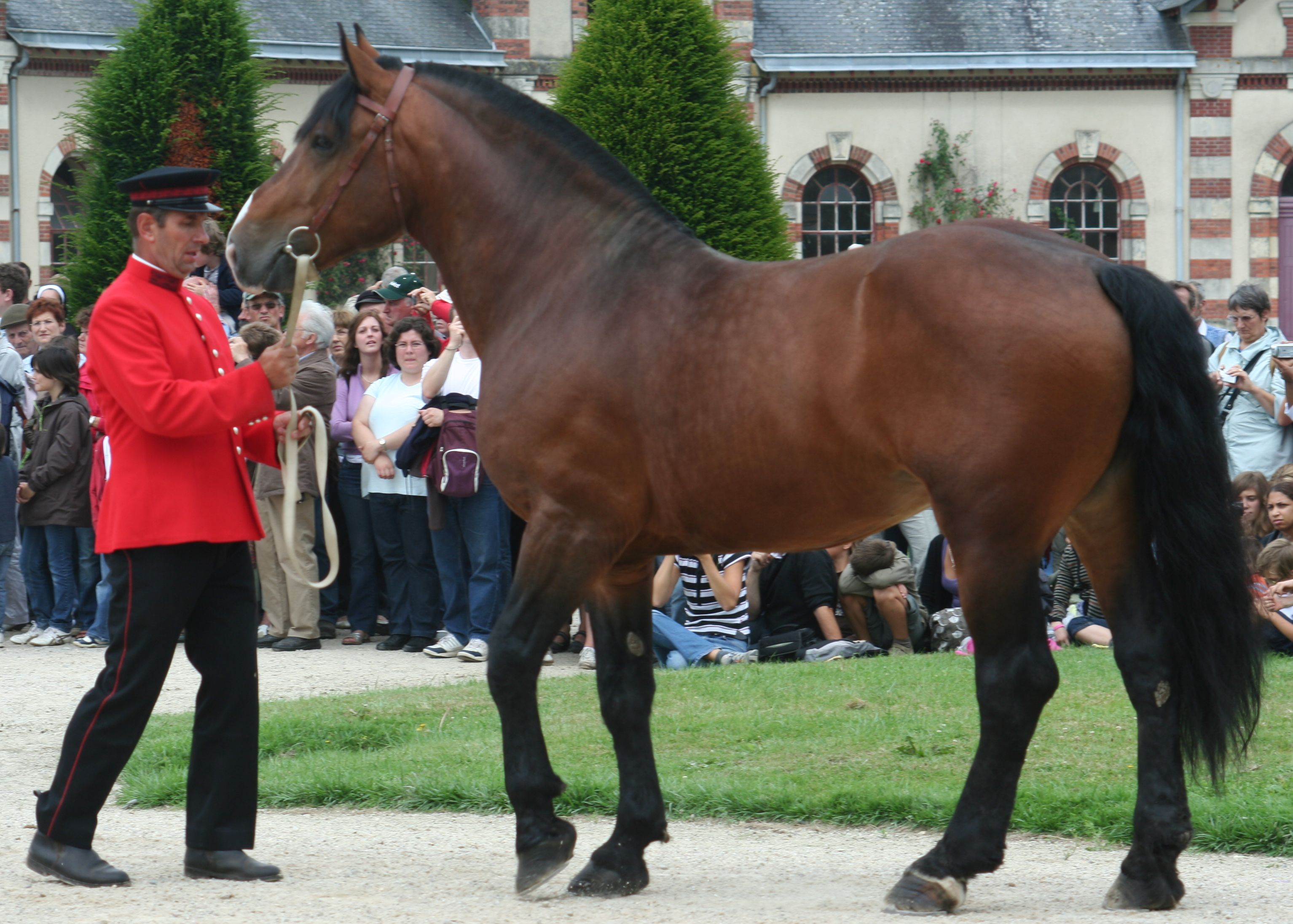
Mann in der rot-schwarzen Uniform der HN präsentiert einen Normannischen Cob im Nationalgestüt von Saint-Lô

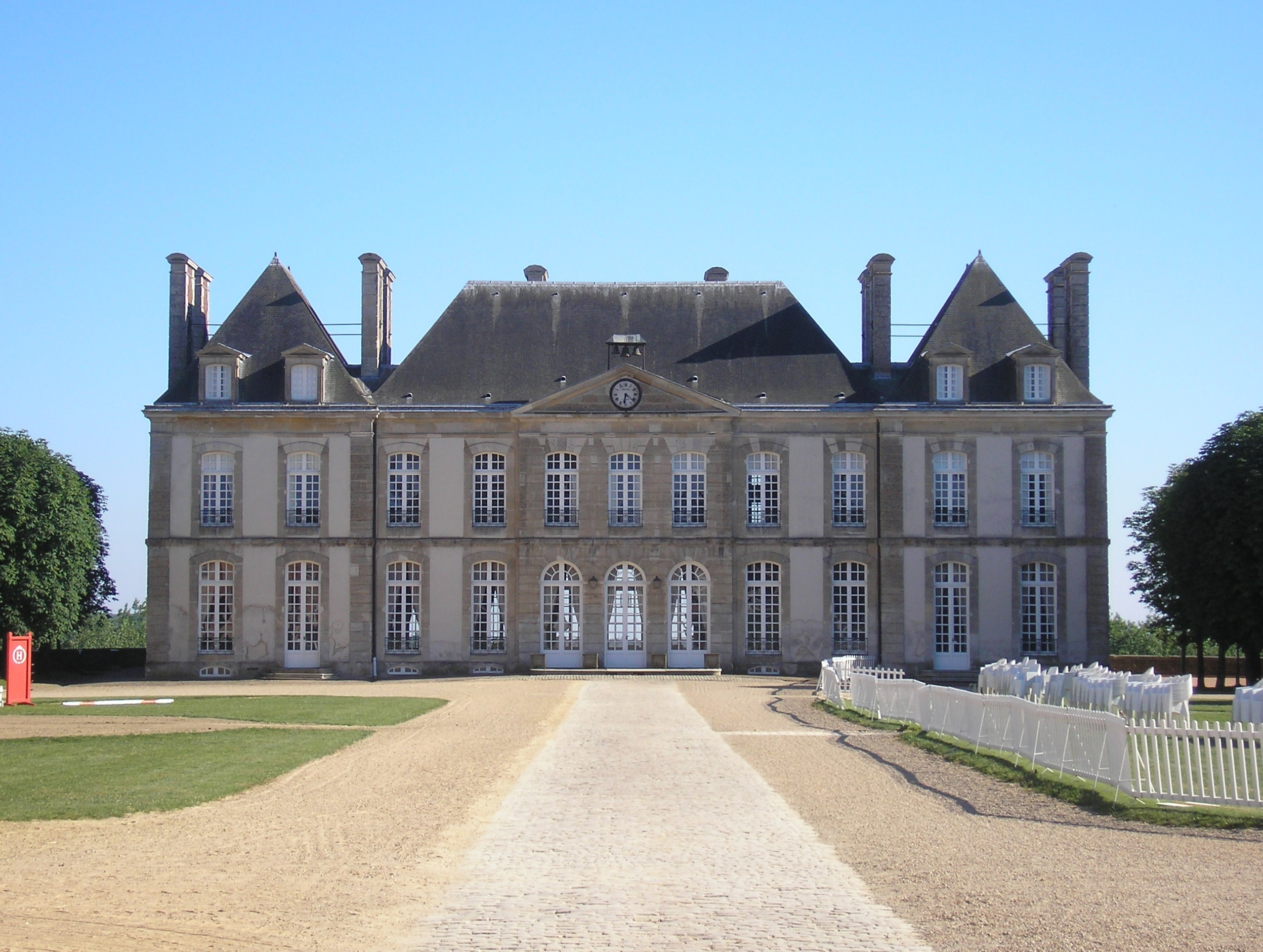
Haras national du Pin

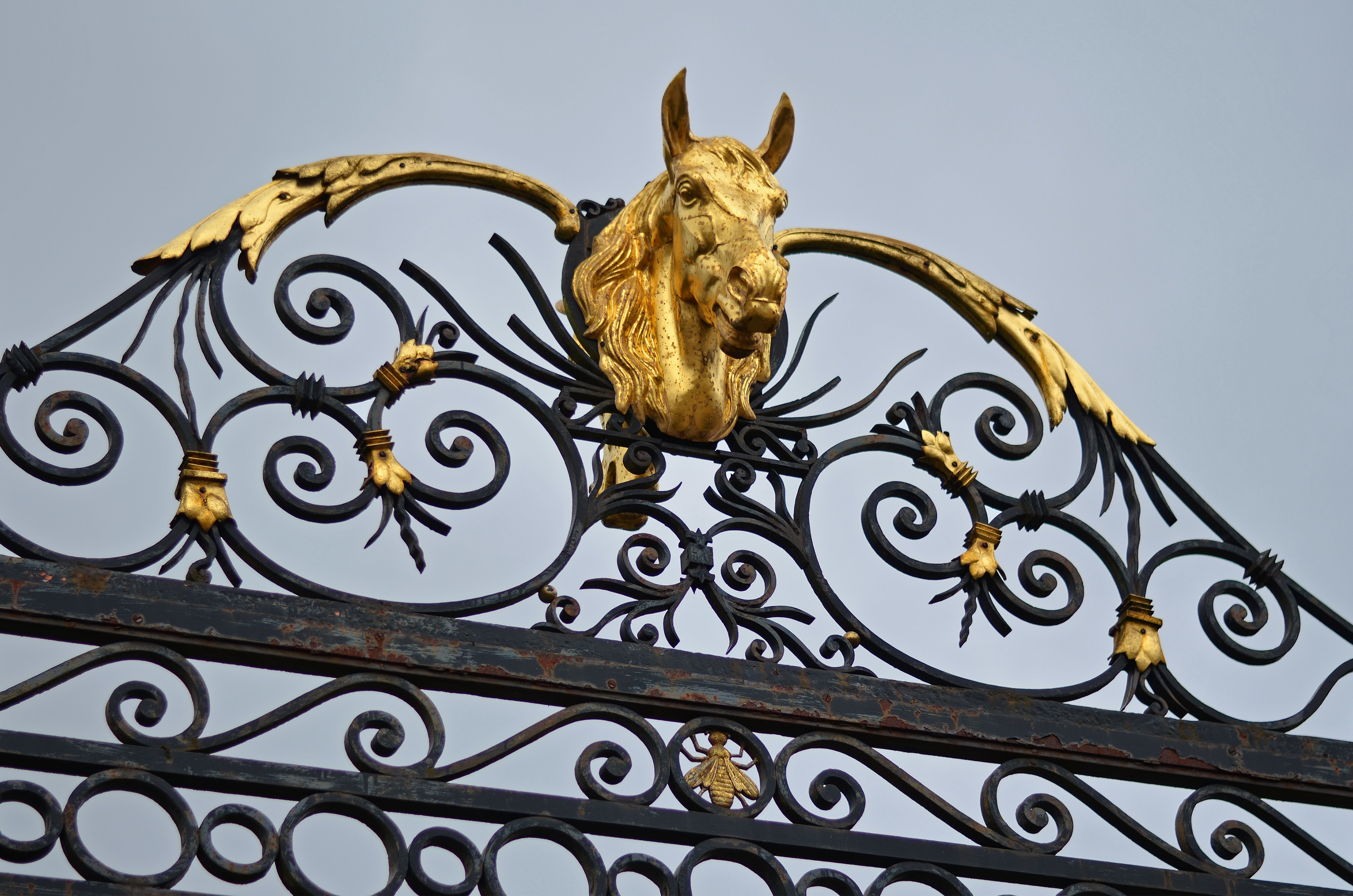
Eingangstor Haras du Pin

Die Haras Nationaux (HN) in Frankreich waren von 1665 bis 2010 die Verwaltungsbehörde für die staatliche Pferdezucht. Sie verwaltete die 22 französischen Nationalgestüte.

## Geschichte
Die HN gehen als eine der ältesten Verwaltungsbehörden Frankreichs auf die Haras royaux zurück, die 1665 unter Ludwig XIV. von Jean-Baptiste Colbert gegründet wurden, um den Pferdemangel zu beheben und die Pferdezucht zu verbessern. Ziel war es, keine Pferde mehr importieren zu müssen.
Während der Französischen Revolution wurden die Haras royaux kurzfristig geschlossen und 116 Hengste wurden zu Schleuderpreisen an private Züchter verkauft. Der Verkauf des Haras du Pin konnte jedoch abgewendet werden. Es diente in dieser Zeit als Depot für 40 Hengste.
Unter Napoleon I. wurde unter dem Namen Haras impériaux der Betrieb wieder aufgenommen. 1874 wurden sie reformiert und in Haras Nationaux umbenannt. Von 1870 bis 1999 gehörten die Haras Nationaux zum Landwirtschaftsministerium, dann wurden sie in Form einer öffentlich-rechtlichen Anstalt reorganisiert.
2010 wurde sie zusammen mit der École nationale d'équitation (nationale Reitschule, ENE) Teil des neuen Institut Français du Cheval et de l'Equitation (IFCE, Französisches Institut für Pferd und Reiten).
Die 22 nationalen Gestüte wurden 2013 privatisiert, aber weiterhin durch die IFCE unterstützt, indem sie etwa 75 % der Lohnkosten übernahm. 2019 kündigte die IFCE an, die Gehaltszahlungen ab 2022 einzustellen.

## Nationalgestüte

Standorte der 22 Haras nationaux, 2010

Im Folgenden sind die 22 französischen Staatsgestüte aufgelistet:
- Site d'Amboise et de Blois, Blois, Centre-Val de Loire
- Haras national d'Aurillac, Aurillac, Auvergne
- Haras national de Besançon, Besançon, Franche-Comté
- Haras national des Bréviaires, Les Bréviaires, Île-de-France
- Site de Chazey-sur-Ain, Chazey-sur-Ain, Rhône-Alpes
- Haras national de Cluny, Cluny, Burgundy
- Haras national de Compiègne, Compiègne, Picardy
- Haras national d'Hennebont, Hennebont, Brittany
- Haras national de La Roche, La Roche-sur-Yon, Pays de la Loire
- Haras national de Lamballe, Lamballe, Brittany
- Haras national du Pin, Le Pin-au-Haras, Normandy
- Haras national du Lion, Le Lion-d’Angers, Pays de la Loire
- Haras national de Montier, Montier-en-Der, Champagne-Ardenne
- Haras national de Gelos, Gelos, Nouvelle-Aquitaine
- Haras national de Pompadour, Arnac-Pompadour, Limousin
- Haras national de Rodez, Rodez, Midi-Pyrénées
- Haras national de Rosières, Rosières-aux-Salines, Lorraine
- Haras national de Saint-Lô, Saint-Lô, Basse-Normandie
- Haras national de Saintes, Saintes, Nouvelle-Aquitaine
- Haras national de Tarbes, Tarbes, Midi-Pyrénées
- Haras national d'Uzès, Uzès, Languedoc-Roussillon
- Haras national de Villeneuve, Villeneuve-sur-Lot, Nouvelle-Aquitaine